# Augusto do Amaral Peixoto
Augusto do Amaral Peixoto Júnior (Rio de Janeiro, 7 de dezembro de 1901 — Rio de Janeiro, 29 de julho de 1984) foi um político brasileiro.
Foi prefeito do então Distrito Federal, de 2 de outubro de 1934 a 7 de abril de 1935, e irmão do ex-governador fluminense Ernani do Amaral Peixoto.

## Biografia
Augusto do Amaral Peixoto teve uma esposa, Maria Luísa Amaral Peixoto, e um filho com ela.
Militar, cursou a Escola Naval do Rio de Janeiro e formou-se em guarda-marinha no ano de 1922 e promovido a segundo-tenente em 1923. Participou da Revolução tenentista, da Coluna Relâmpago e da Revolução de 1930. Em 1933 elegeu-se deputado federal, perdendo o mandato no Estado Novo e em 1950 foi eleito suplente de deputado federal, assumindo em 1953. Em 1962, elegeu-se deputado estadual no estado da Guanabara e reelegeu-se em 1966. Entre 1969 e 1971 foi ministro de Tribunal de Contas do estado da Guanabara.
Foi representante da Marinha do Brasil pela Comissão Executiva da Pesca, em 1942. Foi gestor da Companhia Brasileira de Aços entre 1943 e 1945, e em junho deste mesmo ano, tornou-se capitão-de-fragata. Mostrou-se contrário às duas ditaduras instauradas no país: o Estado Novo, em 1937 e o regime militar de 1964, filiando-se ao Movimento Democrático Brasileiro (MDB) em 1965.
Escreveu o documento Recordações revolucionárias e políticas.